# Amal al-Roumi
Amal al-Roumi (22 agosto 1992) è una mezzofondista kuwaitiana.

## Biografia
La sua prima presenza in nazionale kuwaitiana è quella del 2022, quando partecipa ai Giochi della solidarietà islamica di Konya classificandosi undicesima nei 1500 metri piani. Nel 2023 si classifica rispettivamente quinta e settima negli 800 e 1500 metri ai campionati asiatici indoor di Nur-Sultan, facendo registrare il nuovo record nazionale sui 1500 metri su pista corta. Qualche mese dopo è medaglia di bronzo negli 800 metri ai campionati dell'Asia occidentale, dove si classifica anche quarta nei 1500 metri. Lo stesso anno prende parte anche ai Giochi asiatici di Hangzhou, classificandosi tredicesima nei 1500 metri, mentre negli 800 metri non riesce a superare le batterie di qualificazione.
Nel 2024 è nuovamente medaglia di bronzo negli 800 metri ai campionati dell'Asia occidentale, dove conquista anche la medaglia d'argento nei 1500 metri.

## Record nazionali
- 1500 metri piani pista corta: 4'29"62 ( Nur-Sultan, 11 febbraio 2023)

## Progressione

### 800 metri piani
| Stagione | Tempo      | Luogo      | Data      | Rank. Mond. |
| -------- | ---------- | ---------- | --------- | ----------- |
| 2024     | 2'09"87(i) | Valencia   | 7-2-2024  |             |
| 2023     | 2'11"09(i) | Nur-Sultan | 12-2-2023 | 1685ª       |
| 2022     | 2'11"75    | Groninga   | 4-9-2022  | 1938ª       |
| 2019     | 2'12"33    | Ninove     | 3-8-2019  | 1938ª       |

### 800 metri piani pista corta
| Stagione | Tempo      | Luogo      | Data      | Rank. Mond. |
| -------- | ---------- | ---------- | --------- | ----------- |
| 2024     | 2'09"87(i) | Valencia   | 7-2-2024  |             |
| 2023     | 2'11"09(i) | Nur-Sultan | 12-2-2023 | 584ª        |
| 2019     | 2'17"28(i) | Gand       | 9-2-2019  | –           |

### 1500 metri piani
| Stagione | Tempo      | Luogo      | Data       | Rank. Mond. |
| -------- | ---------- | ---------- | ---------- | ----------- |
| 2024     | 4'38"73    | Basra      | 1-6-2024   |             |
| 2023     | 4'29"62(i) | Nur-Sultan | 11-2-2023  | 1792ª       |
| 2022     | 4'36"57    | Konya      | 12-8-2022  | 3128ª       |
| 2019     | 4'51"95    | Al-Kuwait  | 29-10-2019 | –           |

### 1500 metri piani pista corta
| Stagione | Tempo      | Luogo      | Data      | Rank. Mond. |
| -------- | ---------- | ---------- | --------- | ----------- |
| 2023     | 4'29"62(i) | Nur-Sultan | 11-2-2023 | 305ª        |

## Palmarès
| Anno | Manifestazione                    | Sede       | Evento                   | Risultato | Prestazione | Note             |
| ---- | --------------------------------- | ---------- | ------------------------ | --------- | ----------- | ---------------- |
| 2022 | Giochi della solidarietà islamica | Konya      | 1500 m piani             | 11ª       | 4'36"57     |                  |
| 2023 | Campionati asiatici indoor        | Nur-Sultan | 800 m piani pista corta  | 5ª        | 2'11"09     |                  |
| 2023 | Campionati asiatici indoor        | Nur-Sultan | 1500 m piani pista corta | 7ª        | 4'29"62     | Record nazionale |
| 2023 | Campionati dell'Asia occidentale  | Doha       | 800 m piani              | Bronzo    | 2'14"39     |                  |
| 2023 | Campionati dell'Asia occidentale  | Doha       | 1500 m piani             | 4ª        | 4'41"26     |                  |
| 2023 | Giochi asiatici                   | Hangzhou   | 800 m piani              | Batteria  | 2'13"20     |                  |
| 2023 | Giochi asiatici                   | Hangzhou   | 1500 m piani             | 13ª       | 4'34"55     |                  |
| 2024 | Campionati asiatici indoor        | Tehran     | 800 m piani pista corta  | 4ª        | 2'13"24     |                  |
| 2024 | Campionati dell'Asia occidentale  | Basra      | 800 m piani              | Bronzo    | 2'11"63     |                  |
| 2024 | Campionati dell'Asia occidentale  | Basra      | 1500 m piani             | Argento   | 4'38"73     |                  |